# Distretto di Narijntėėl
Il distretto di Narijntėėl è uno dei diciannove distretti (sum) in cui è suddivisa la provincia del Ôvôrhangaj, in Mongolia. Conta una popolazione di 3.736 abitanti (censimento 2008). 